# FAITHentertainment
株式会社FAITHentertainment（フェイスエンタテインメント）は、映画・映像の企画・制作およびブロードバンドコンテンツ制作を主な事業内容とする日本の企業である。

## 概要
- 商号：「株式会社FAITHentertainment」
- 創業：1995年6月
- 設立：2006年6月株式会社化。
- 代表取締役：窪田将治
- 本社所在地：東京都渋谷区道玄坂2-15-1
- チーム・マイナス6%会員

## 沿革
1995年に窪田将治を中心に自主映画仲間と任意団体として設立。自主製作映画の製作を皮切りに活動する。
2006年に「FAITHentertainment」を映像制作会社とし法人化、本格的に事業展開を開始。劇場公開映画 の企画・制作やテレビ番組の企画・構成、ミュージック・ビデオ、企業宣伝映像、ネット配信映像まで総合的に映像制作を事業としている。

## 劇場映画
2006年
- 劇場公開映画『zoku』（監督・脚本：窪田将治）（製作・配給）
  - ひろしま映像展 入選

2009年
- 女子プロレス映画『スリーカウント』（監督・脚本：窪田将治）（企画・制作・配給）
  - 第26回古湯映画祭オープニング映画[1]
  - 「映画秘宝」快楽亭ブラックの2009年日本映画ベスト10：9位

2010年
- オムニバス映画『ちちり』（監督：細野辰興、五十嵐匠、サトウトシキ、いまおかしんじ、窪田将治　脚本：斉藤三保）（製作・配給）

- 劇場映画『失恋殺人』（監督・脚本：窪田将治）（制作）
  - 第34回モントリオール世界映画祭“Focus on World Cinema部門”正式出品[2]

2011年
- 劇場映画『CRAZY-ISM クレイジズム』（監督・脚本：窪田将治）（製作・配給）
  - 第35回モントリオール世界映画祭“Focus on World Cinema部門”正式出品[3]
  - 第13回ハンブルク日本映画祭正式出品

2012年
- 劇場映画『僕の中のオトコの娘』（監督・脚本：窪田将治）（製作）
  - 第36回モントリオール世界映画祭“Focus on World Cinema部門”正式出品[4]
  - 第18回函館港イルミナシオン映画祭

2013年
- 劇場映画『夜明け前 朝焼け中』（監督・脚本：窪田将治）（製作）
  - さぬき映画祭

2014年
- 劇場映画『太陽からプランチャ』（監督・脚本：窪田将治）（製作）
- 劇場映画『女体銃 ガン・ウーマン』（監督・脚本：光武蔵人）（配給）

2015年
- 劇場映画『野良犬はダンスを踊る』 （監督・脚本：窪田将治）（製作）
  - 第39回モントリオール世界映画祭“Focus on World Cinema部門”正式出品
- 劇場映画『BAR神風～誤魔化しドライブ～』（監督・脚本：窪田将治）（製作）
- 劇場映画『D坂の殺人事件』（監督・脚本：窪田将治）（制作プロダクション）

2016年
- 劇場映画『屋根裏の散歩者』（監督・脚本：窪田将治）（制作プロダクション）